# Zubovo-Polyansky (huyện)
Huyện Zubovo-Polyansky (tiếng Nga: ? райо́н) là một huyện hành chính tự quản (raion), của Mordovia, Nga. Huyện có diện tích 999 km², dân số thời điểm ngày 1 tháng 1 năm 2000 là 65400 người. Trung tâm của huyện đóng ở Zubovo-Polyana.